# Ainan
Ainan (japanska: 愛南町?, Ainan-chō) är en landskommun (köping) i Ehime prefektur i Japan. 
Kommunen bildades 2004 genom en sammanslagning av kommunerna Jōhen, Mishō, Nishiumi, Ipponmatsu och Uchiumi.